# Великий заговор
Великий заговор — годичное состояние войны и беспорядка в Римской Британии в завершающий период римского владычества над островом. Историк Аммиан Марцеллин описал его как barbarica conspiratio (заговор варваров), который стал возможен благодаря истощению римских сил в Британии, вызванному поражением Магнеция в битве при Мурсе после своей неудачной попытки стать императором.
Трудно установить точную хронологию событий, так как основной источник — Аммиан — жил в это время в Антиохии; таким образом, его информация скорее всего получена из вторых рук и полна неточностей. Кроме того, она не всегда совместима с другими источниками. Как следствие, существует несколько различных мнений о том, что произошло.

## Заговор
Зимой 367 года римский гарнизон Вала Адриана, состоявший в основном из союзных Риму варваров, отказался подчиняться Риму и пропустил через укрепления вглубь Британии родственные племена пиктов из Каледонии. Одновременно аттакоты, скотты из Ибернии (Ирландии) и саксы из Германии совершили скоординированные нападения на западные и юго-восточные рубежи. Франки и саксы также высадились в северной Галлии.
Этим отрядам удалось захватить почти все верные римлянам форпосты и поселения. Вся западная и северная части Британии были захвачены, города разграблены, гражданские романо-британцы убиты или порабощены.
Нектарид, comes maritime tractus (комит, командовавший обороной побережья), был убит; Фуллофауд, дукс Британии, попал в засаду; оставшиеся верными Риму армейские подразделения встали гарнизонами в городах юго-восточной части страны.
Римские агенты из местного населения (areani), которые предоставляли римлянам разведданные о передвижениях варваров, вероятно, предали своих хозяев за деньги, благодаря чему нападение было совершенно неожиданным. Дезертировавшие солдаты и освободившиеся рабы разбежались по сельской местности, занимаясь грабежами. Хотя хаос распространился по большой территории, первоначальной согласованной целью мятежников было личное обогащение, поэтому они действовали как небольшие отряды, а не как единая армия.
Историк Ян Хьюз (Ian Hughes) позднее выдвинул предположение, что Нектарид и Фуллофауд были убиты саксонскими и франкскими разбойниками на побережье Галлии, а не захватчиками в Британии, хотя это предположение слабо подтверждено историческими данными.

## Ответ Рима

### Ранние неудачные попытки
Император Валентиниан I во время описанных событий воевал против алеманнов и не был в состоянии возглавить карательную экспедицию. Он послал несколько военачальников командовать войсками от своего имени, но быстро отозвал их.
Первым был Север, комит доместиков (лат. comes domesticorum), который вскоре был отозван и заменён начальником конницы Иовином. Тот прислал Валентиниану послание с требованием подкрепления. Вскоре император отозвал Иовина для участия в более важном походе вдоль Рейна, а вместо него направил Флавия Феодосия.

### Альтернативная хронология
Историк Иан Хьюз утверждает, что Север и Иовин никогда не были фактически отправлены в Британию. Маловероятно, что они могли за короткое время проделать этот путь и вернуться назад. Он предложил следующую альтернативную хронологию:
- Июнь 367 — Валентиниану сообщили о нападениях объединённых армий франков и саксов вдоль побережья Галлии, в результате которых погибли Нектарид и Фуллофауд;
- Северу дали небольшой отряд, приказав собирать информацию о происходящем и отражать нападения франков и саксов;
- Валентиниан отправляется в Амьен с целью сбора данных разведки и продумывания мер для противостояния нападающим;
- Север возвращается с докладом о необходимости введения дополнительных войск для наведения порядка;
- Иовину приказано двинуться на побережье отбросить нападающих;
- Иовин докладывает императору, что Британия подвергается нападениям, и ему потребуются дополнительные силы, чтобы переправиться через Ла-Манш и восстановить порядок;
- Валентиниан собирает войска под командованием Феодосия[5].

### Прибытие Феодосия
Весной 368, экспедиционный отряд под командованием Феодосия собрался в Булони. В него входили четыре подразделения: Batavi, Heruli, Iovii и Victores. В походе принимал участие его сын Флавий Феодосий, будущий император Феодосий I и, вероятно, будущий узурпатор Магнус Максимус, его племянник.
Феодосий воспользовался кратковременным потеплением, чтобы пересечь пролив близ Ричборо, оставив основную часть войска в Булони, чтобы дождаться улучшения погоды. Это позволило Феодосию собрать важную информацию. Он обнаружил, что британские войска были разбиты, отказались воевать и дезертировали, многие не получали плату за службу.
Переправившись в Британию, Феодосий отправился в Лондиниум, который сделал своей базой. Здесь он разделил свои войска на несколько частей и атаковал мелкие отряды противника, перегруженные обозами с награбленным имуществом Награбленное было возвращено местному населению за исключением небольшой части, которая была отдана солдатам. Порядок был восстановлен быстрее, чем можно было ожидать
. Также была обещана амнистия дезертирам, что позволило Феодосию набрать гарнизоны для брошенных фортов. Был назначен новый дукс Британии, Дульциций, который с правами наместника стал руководителем новой гражданской администрации.
Обнаружив, что местные areani (агенты) сотрудничали с оккупантами, Феодосий снял их со своих постов.
К концу года варвары были изгнаны обратно на родину, мятежники казнены, Вал Адриана отбит, порядок в диоцезе восстановлен.
Феодосий также победил Валентина, выходца из Паннонии, который был сослан в Британию и присоединился к захватчикам.
В Британии была проведена значительная реорганизация, была создана новая провинция под названием Валентия (в честь императора Валентиниана) для лучшего управления крайними северными территориями.

## Политические последствия
Феодосий вернулся в Рим героем, и стал главным военным советником Валентиниана I, заменив Иовина. Десять лет спустя его сын стал императором. Римляне сумели восстановить свою власть, хотя карательные рейды время от времени повторялись.

## В литературе
Великий заговор упоминается в сюжете таких произведений, как исторические романы «Орел на снегу» Уоллеса Брима (Wallace Breem. Eagle in the Snow), «367: Мемуары очень важной персоны» Питера Ванситтарта (Peter Vansittart. Three Six Seven: Memoirs of a Very Important Man) и «Небесный камень» Джека Уайта (Jack Whyte. The Skystone), фантастического романа «Талиесин» Стивена Лохеда (Stephen R. Lawhead. Taliesin), серии «Британия» М. Дж. Троу (M. J. Trow. Britannia).